# Mok May
Mok May hay Mok Mai (tiếng Lào: ເມືອງໝອກໃໝ່) là một muang (mường, huyện) thuộc tỉnh Xiengkhuang ở bắc Lào .